# Jan Kemper
Jan Kemper (* 14. März 1980 in Würselen, Nordrhein-Westfalen) ist ein deutscher Manager und Wissenschaftler. Von Juni 2017 bis März 2019 war er Finanzvorstand des MDAX-Konzerns ProSiebenSat.1 Media SE und leitete seit Februar 2018 auch das Commerce-Segment (NuCom Group) des Konzerns.

## Akademischer Werdegang
Nach dem Abitur am Anne-Frank-Gymnasium und Zivildienst an der Viktor-Frankl-Schule in Aachen begann Kemper sein Studium der Betriebswirtschaftslehre mit den Schwerpunkten Externes Rechnungswesen, Produktionsmanagement und Internationale Finanzierung an den Universitäten WHU Vallendar, Universidad Pontificia Comillas und KEDGE Business School. Sein Studium schloss er im Jahr 2004 als Diplomkaufmann der WHU sowie mit einem Master of International Business der KEDGE Business School ab.
Ab dem Jahr 2008 forschte er an internationalen Projekten in Kooperation mit den Universitäten RWTH Aachen, Stanford University  und Tongji University  zu den Themen Internationales Management, Marketing und Entrepreneurial Finance. Während dieser Zeit leitete Kemper das Gründerzentrum der RWTH Aachen.
Er promovierte im Jahr 2010 zum Dr. rer. pol. Es folgten  Lehrveranstaltungen im In- und Ausland. Seit dem Jahr 2013 ist er Habilitand bei Malte Brettel an der RWTH Aachen am Lehrstuhl Wirtschaftswissenschaften für Ingenieure und Naturwissenschaftler mit den Forschungsschwerpunkten Unternehmertum, eCommerce, Finanzierung und Interkulturelles Management.

## Beruflicher Werdegang
Nach seinem Studium begann Kemper seine berufliche Tätigkeit als Investment Banker bei Credit Suisse und Morgan Stanley in Deutschland, England und Saudi-Arabien.
Im Anschluss an seine Promotion arbeitete er beim Online-Versandhändler Zalando SE in Berlin als CFO/Senior Vice President Finanzen und leitete außerdem die Abteilungen Indirekter Einkauf, Interne IT und Real Estate. Im Jahr 2014 begleitete er den Börsengang der Zalando SE und war außerdem verantwortlich für die Verhandlung von Venture-Capital-Runden, Fremdfinanzierungen, Firmenakquisitionen und Finanzinvestitionen.
Für 2017 bestellte ihn der Aufsichtsrat des Münchener Medienkonzerns ProSiebenSat.1 Media SE zum Finanzvorstand des Unternehmens. Hier ist er verantwortlich für zahlreiche Fachabteilungen und treibt die Transformation des Konzerns voran. Seinen  größten Erfolg stellt die Verhandlung mit General Atlantic über die 25,1%ige Beteiligung des Finanzinvestors am Tochterunternehmen NuCom Group dar. Ebenso setzt er sich innerhalb der Finanzorganisation für eine digitale Transformation ein. Kemper ist darüber hinaus als Business Angel aktiv und hat u. a. in die Start-Ups Movinga sowie gebraucht.de investiert.

## Publikationen (Auswahl)
- M. K. Seeger, J. Kemper, M. Brettel: How Information Processing and Mobile Channel Choice Influence Product Returns: An Empirical Analysis. In: Psychology & Marketing. Band 36, Nr. 3, 2019, S. 198–213.
- J. Kemper: Comparing Consumer Segmentation Bases Towards Brand Purchase And Online Marketing Responsiveness. In: Journal of Advertising Research. 2018.
- P. Deufel, J. Kemper: Online Payment Method Selection: The Habitual Choice of Deferring Payment. In: Proceedings of the 39th International Conference on Information Systems (ICIS) 2018.
- T. Lohse, J. Kemper, M. Brettel: How Online Customer Reviews Affect Sales and Return Behavior - An Empirical Analysis in Fashion E-commerce. In: Proceedings of the 25th European Conference on Information Systems (ECIS) 2017.
- R. M. Grüschow, J. Kemper, M. Brettel: How do different payment methods deliver cost and credit efficiency in electronic commerce? In: Electronic Commerce Research and Applications. Band 18, 2016, S. 27–36.
- J. Kemper, O. Schilke, M. Brettel: Social Capital as a Microlevel Origin of Organizational Capabilities. In: Journal of Product Innovation Management. Band 30, Nr. 3, 2013, S. 589–603.
- J. Kemper, O. Schilke, M. Reimann, X. Wang, M. Brettel: Competition-motivated corporate social responsibility. In: Journal of Business Research. Band 66, 2013, S. 1954–1963.
- J. Kemper, A. Engelen, M. Brettel: How Top Management’s Social Capital Fosters the Development of Marketing Capabilities: A Cross-Cultural Comparison. In: Journal of International Marketing. Band 19, Nr. 3, 2013, S. 87–112.
- A. Engelen, J. Kemper, M. Brettel: Die Wirkung von operativen Marketing-Mix-Fähigkeiten auf den Unternehmenserfolg – Ein 4-Länder-Vergleich. In: Zeitschrift für betriebswirtschaftliche Forschung. November 2010, S. 710–743.

## Auszeichnungen
- 2012: Publikationspreis der Fakultät für Wirtschaftswissenschaften[17]
- 2012: Borchers-Plakette[18]
- 2011: M. Wayne Delozier Best Conference Paper Award

## Sonstiges
Kemper ist Befürworter einer modernen Finanzorganisation und setzt sich intensiv für die Verflechtung von Lehre und Praxis ein. Er spricht neben Deutsch, Englisch, Französisch und Spanisch auch Italienisch und Portugiesisch. Kemper ist begeisterter Triathlet und nimmt regelmäßig am Ironman teil.